# 楊拭
楊拭（?—?），字昭玉，唐朝官员，出自弘农杨氏越公房，是杨素叔祖杨宽的九世孙。
杨拭的祖父杨於陵，官至左僕射、封弘農郡公。父亲楊嗣復，是唐文宗、唐武宗的宰相（同中书门下平章事）。楊拭进士擢第，官至吏部考功员外郎。